# Bayou
Pour les articles homonymes, voir Bayou (homonymie).
Localisation
En Louisiane, un bayou (du choctaw bayuk signifiant « serpent, sinuosité ») est une étendue d'eau formée par les anciens bras et méandres du Mississippi. Les bayous s'étendent de Houston au Texas à Mobile (Alabama), incluant tout le sud de l'État de Louisiane, formant un réseau navigable de milliers de kilomètres. Dans les bayous, un courant très lent, non perceptible, va vers la mer à marée basse et vers l'amont à marée haute.
Par extension, on appelle le Bayou la grande région marécageuse (swamp en anglais américain) du sud de la Louisiane, notamment dans la région de l'Acadiane. Cette zone humide a été occupée par les Cadiens francophones qui y vivaient essentiellement des produits de la pêche et de la chasse.
Ces zones sont souvent caractérisés par la présence de Cyprès chauve et de tupelo-gommiers (Nyssa sylvatica) et se produisent presque toujours dans les zones où l'eau douce est dominante.

## Écosystème, biodiversité et climat
Le bayou est un écosystème de zone humide où domine l'eau douce, ce qui le différencie de la mangrove. La biodiversité y est riche. La végétation a développé des systèmes racinaires à l'air libre, qui agissent un peu comme des tubas, alimentant les parties immergées en oxygène.
Le bayou est un milieu où plusieurs espèces viennent se nourrir : les crevettes, les écrevisses, les lamantins, les dauphins, les alligators. Les bayous sont généralement infestés de moustiques et d'autres insectes volants. Des oiseaux vivent autour des bayous, tels que l'aigrette, le héron, le pygargue à tête blanche, la buse à queue rousse et le carouge à épaulettes. Enfin, les bayous regorgent d'alligators que les touristes viennent photographier lors d'excursions en bateau.

### Climat
Le bayou est réputé pour ses étés extrêmement humides, longs et très chauds. De juin à septembre les températures inférieures à 20 °C sont inexistantes, même la nuit. Le climat est à cheval entre le climat subtropical humide et le climat tropical. La pluviométrie annuelle moyenne est très élevée, tout comme l'ensoleillement annuel moyen. Le temps est donc changeant entre les pluies diluviennes et le franc soleil. Les hivers sont très doux et certains jours de chaleur ne sont pas à exclure. Le gel est un phénomène rarissime mais peut se produire une ou deux fois par an.
Voici les relevés de température, de précipitations et d'ensoleillement pour La Nouvelle-Orléans. Des relevés à l'image des conditions observées dans le bayou avec une saison chaude très prononcée et une petite période bien plus supportable, qui représente l'hiver.
| Mois                                | jan.  | fév.  | mars  | avril | mai   | juin  | jui.  | août  | sep.  | oct.  | nov. | déc.  | année   |
| ----------------------------------- | ----- | ----- | ----- | ----- | ----- | ----- | ----- | ----- | ----- | ----- | ---- | ----- | ------- |
| Température minimale moyenne (°C)   | 6,6   | 8,4   | 11,5  | 15,1  | 19,6  | 22,6  | 23,6  | 23,6  | 21,8  | 16,5  | 11,5 | 7,8   | 15,7    |
| Température moyenne (°C)            | 11,7  | 13,5  | 16,8  | 20,3  | 24,6  | 27,2  | 28,2  | 28,2  | 26,2  | 21,5  | 16,8 | 12,9  | 20,7    |
| Température maximale moyenne (°C)   | 16,6  | 18,5  | 22,1  | 25,6  | 29,6  | 31,9  | 32,8  | 32,8  | 30,7  | 26,6  | 22   | 17,9  | 25,6    |
| Ensoleillement (h)                  | 151,9 | 163,9 | 220,1 | 252   | 279   | 273   | 257,3 | 251,1 | 228   | 241,8 | 171  | 158,1 | 2 647,2 |
| Précipitations (mm)                 | 130,3 | 134,6 | 114,3 | 116,1 | 116,8 | 201,9 | 152,1 | 155,4 | 130,6 | 90,9  | 114  | 134,9 | 1 591,9 |
| Nombre de jours avec précipitations | 9,3   | 8,8   | 8,2   | 6,9   | 7,6   | 12,9  | 13,6  | 13    | 9,4   | 7,6   | 7,6  | 9,1   | 114     |

| Diagramme climatique                                  |              |               |               |               |               |               |               |               |              |           |              |
| J                                                     | F            | M             | A             | M             | J             | J             | A             | S             | O            | N         | D            |
| 16,66,6130,3                                          | 18,58,4134,6 | 22,111,5114,3 | 25,615,1116,1 | 29,619,6116,8 | 31,922,6201,9 | 32,823,6152,1 | 32,823,6155,4 | 30,721,8130,6 | 26,616,590,9 | 2211,5114 | 17,97,8134,9 |
| Moyennes : • Temp. maxi et mini °C • Précipitation mm |              |               |               |               |               |               |               |               |              |           |              |

## Exemples

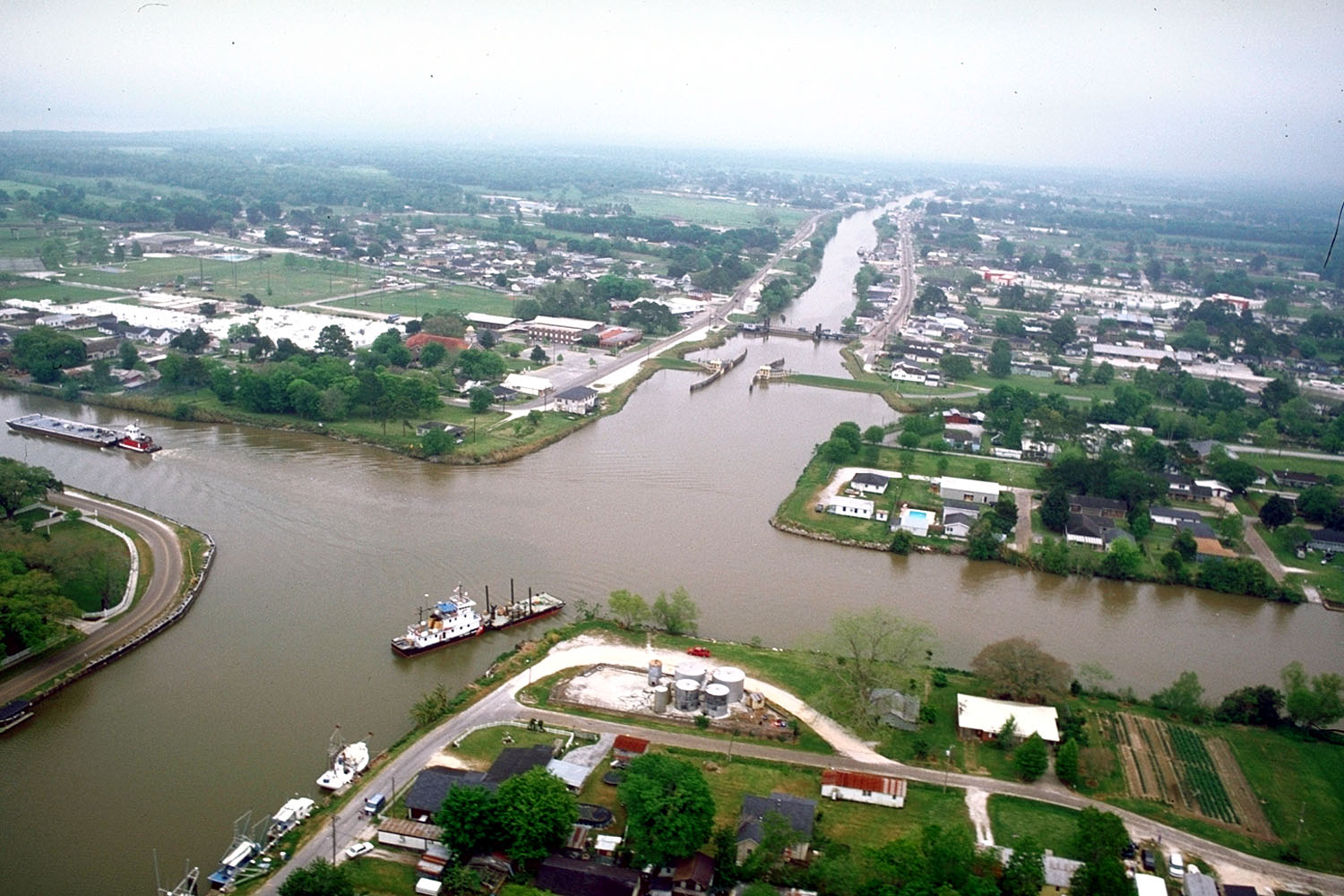
Bayou Lafourche croisant le Gulf Intracoastal Waterway à Larose en Louisiane.

- Bayou Bourdeu
- Bayou Lafourche
- Bayou Mouchoir de l'ours
- Bayou Nezpiqué
- Bayou Plaquemine
- Bayou Queue de Tortue
- Bayou Teche
- Bayou Tortue
- Bayou Vermilion

## Photographies

Bayou des Allemands
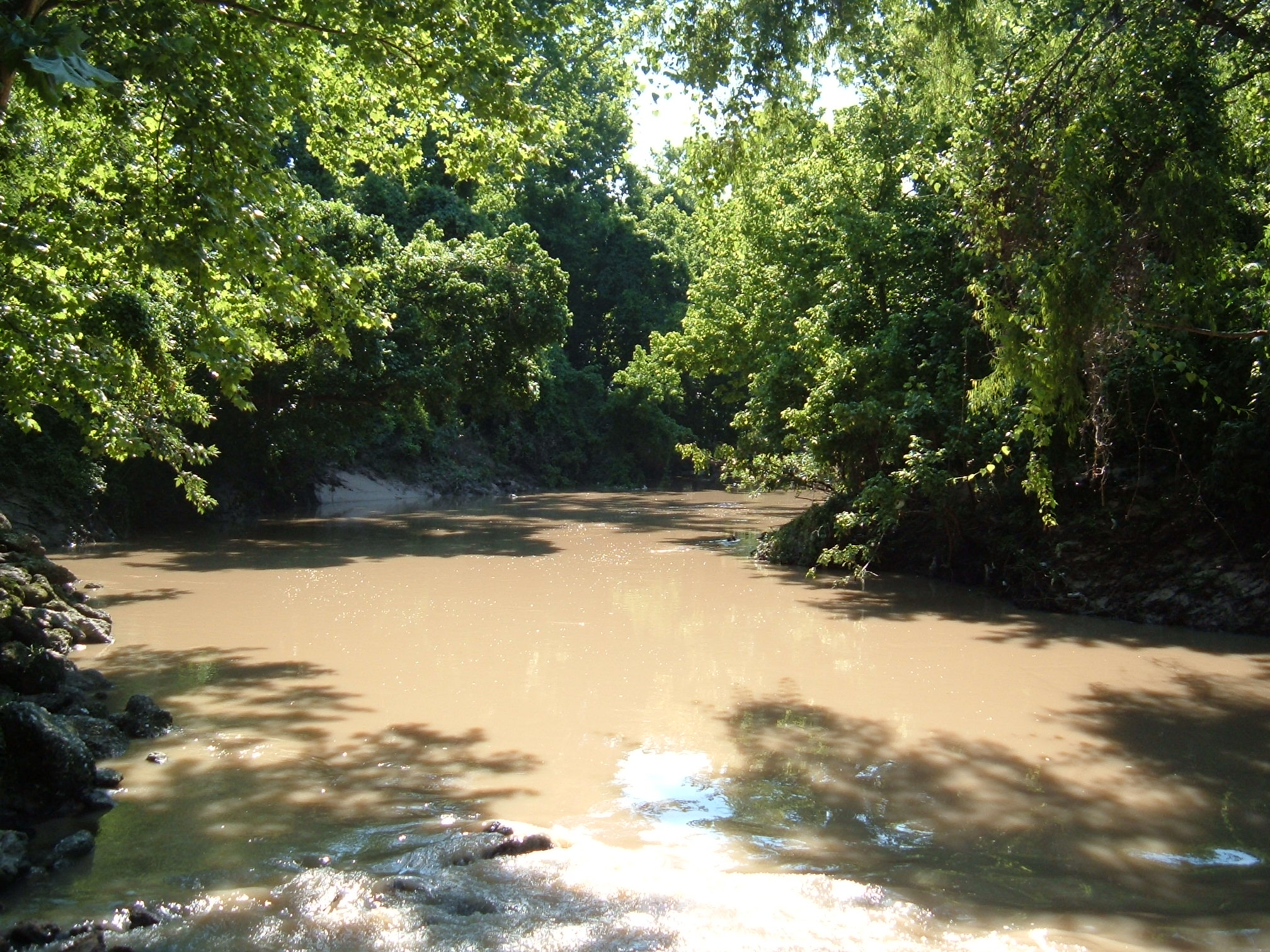
Bayou Buffalo
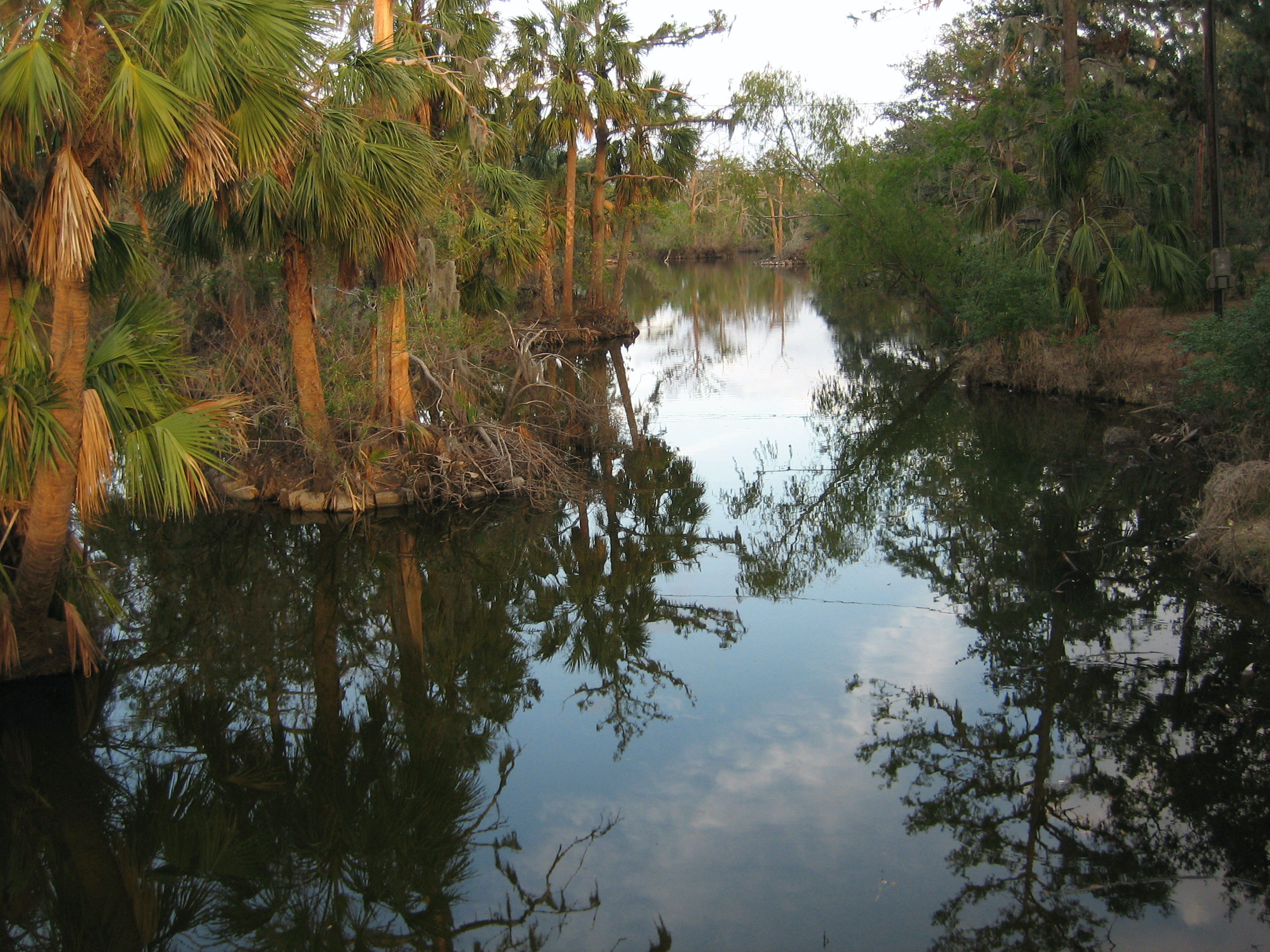
Bayou de la métairie
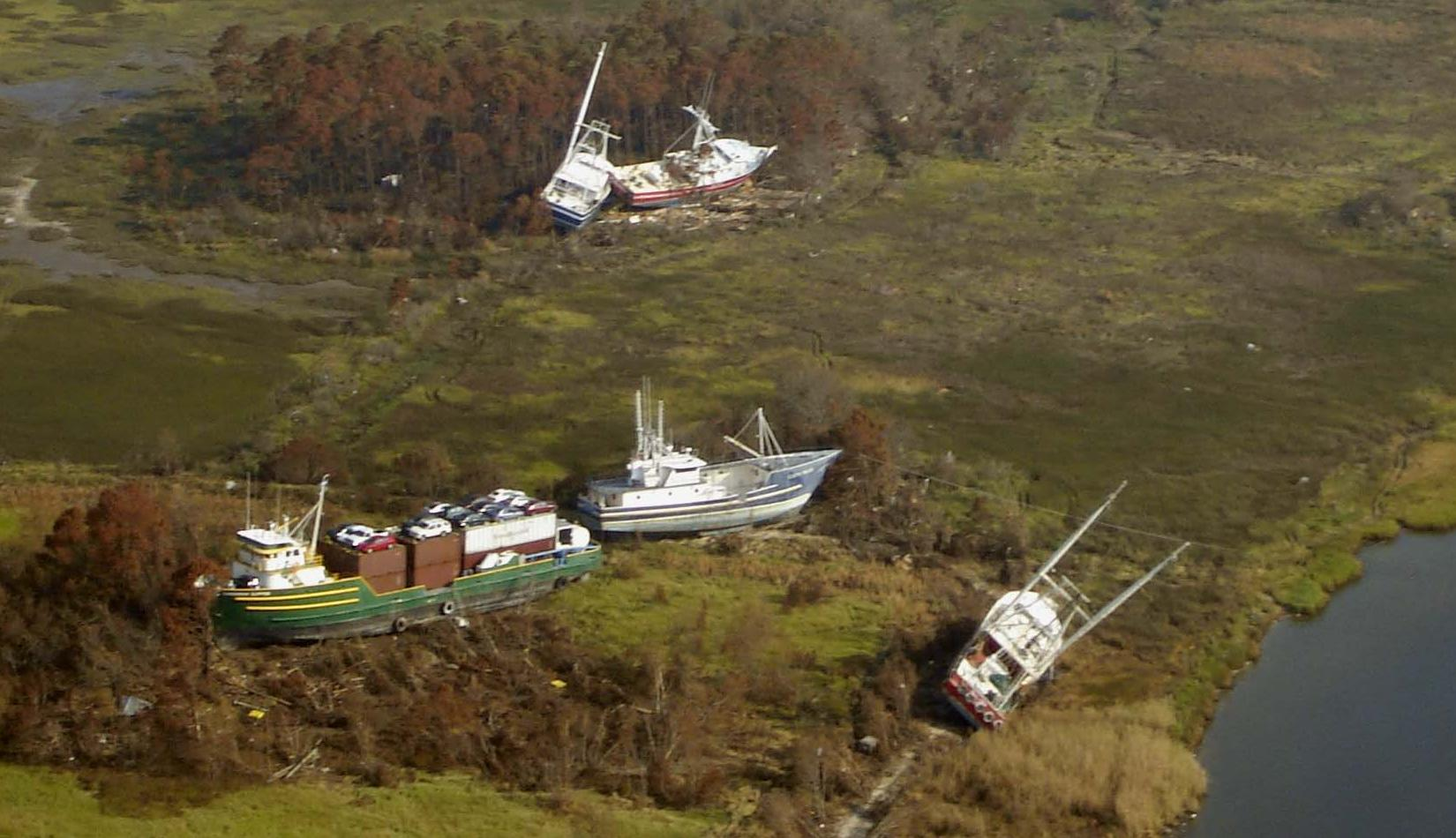
Après l'ouragan Katrina, bayou La Batre (Alabama)
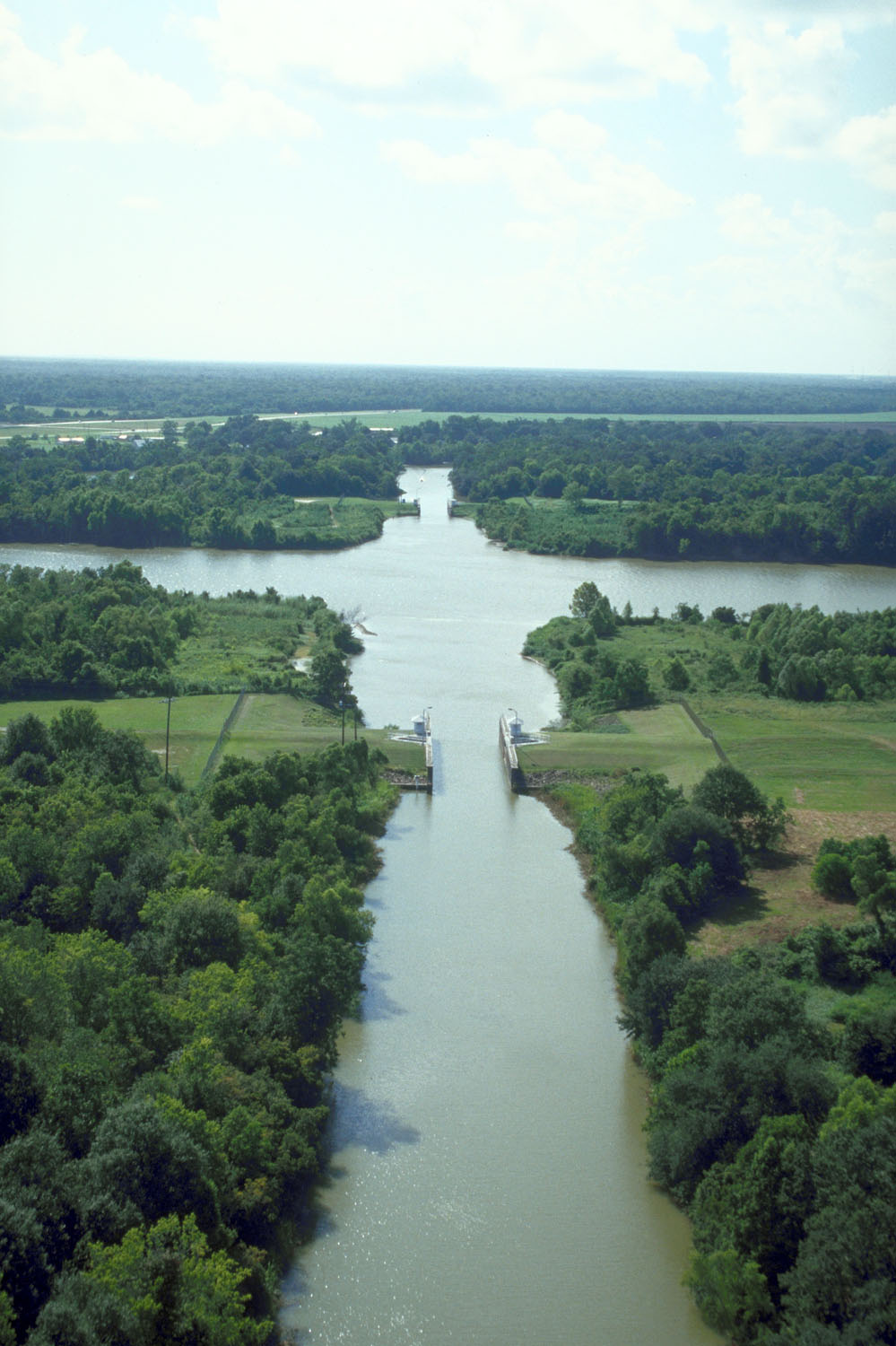
Intersection du bayou Teche et d'une partie de la rivière Atchafalaya en Louisiane.
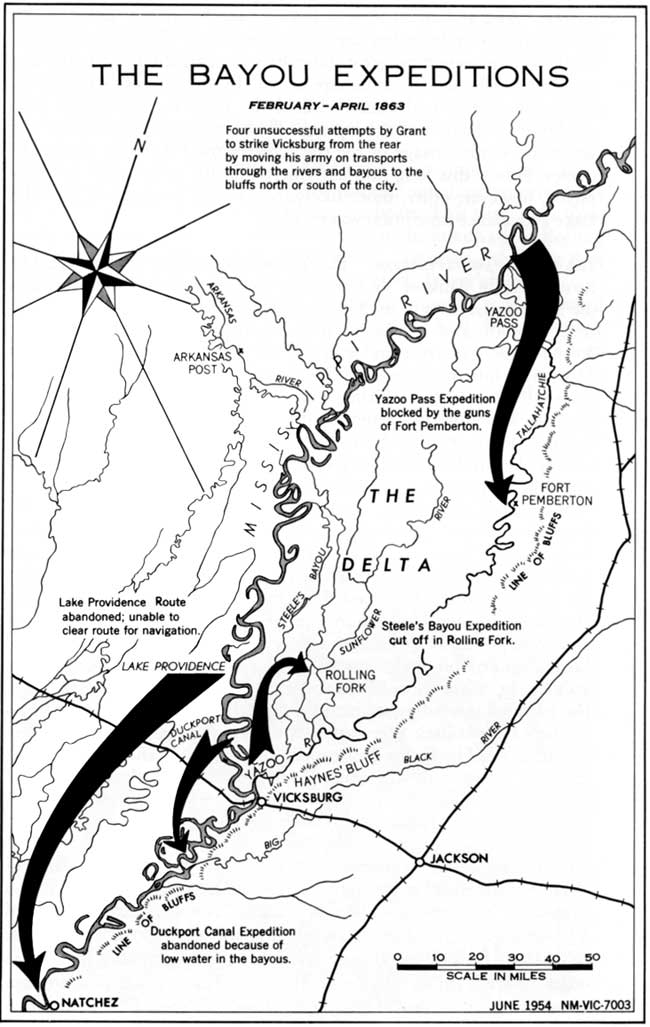
Expédition de 1863